# Miss Mundo 2025
O Miss Mundo 2025, oficialmente chamado 72º Miss Mundo, foi a 72ª edição do concurso de beleza Miss Mundo. O certame aconteceu na cidade de Hyderabad, na Índia, em 31 maio de 2025 e ao final da competição a Miss Tailândia Opal Suchata Chuangsri foi coroada a vencedora por sua antecessora, Krystyna Pyszková, da República Tcheca. 
Suchata havia sido Top 5 no Miss Universo 2024 e em abril de 2025 havia perdido seu título de 4ª colocada quando a Organização Miss Universo soube que ela havia sido inscrita para participar do Miss Mundo. O assunto repercutiu na imprensa, inclusive na pequena imprensa, como no NSC Total de Santa Catarina, que escreveu que ela "perdeu a faixa do Miss Universo por concorrer em outro concurso". 
Esta é a primeira coroa da Tailândia no Miss Mundo.  

### Data e sede
Desde 2019, com e após a pandemia, o concurso passou a ser realizado de forma incerta e na edição de 2023-2024 até três sedes e datas chegaram a ser anunciadas. Em 2024, logo após a eleição de Krystyna, rumores nas redes sociais sugeriam que o certame voltaria a sua data tradicional, em dezembro, mas numa notícia em seu website sobre a Miss Equador, a Organização Miss Mundo (ab. em inglês MWO) reportou que ele aconteceria no primeiro trimestre de 2025. 
Em 19 de fevereiro de 2025 a MWO anunciou que a sede seria Telanganá, na Índia, e que o concurso aconteceria de 7 a 31 de maio de 2025, com a final sendo realizada na capital do estado, Hyderabad. Numa conferência de imprensa realizada em Hyderabad em 20 de março de 2025, foi anunciado que a competição aconteceria no Centro de Exposições HITEX . 
Esta foi a terceira vez que a Índia sediou o concurso, tendo-o feito também em 1996 e 2023.

### Desistência da Miss Inglaterra
Milla Magee, Miss Mundo Inglaterra 21024-25, deixou a competição em algum momento e o assunto tomou as redes sociais e ganhou as páginas da imprensa por volta de 23 de maio, com postagens sobre ela ter "se sentido como uma prostituta". No dia 24, o The Sun, um dos tabloides mais lidos do Reino Unido, dedicou sua capa à polêmica, postando uma foto de Magee e um título onde se lia que ela havia sido "explorada" durante o concurso. 
Magee guardou silêncio até o dia 26, quando fez uma postagem em seu Instagram, onde escreveu, entre outras coisas: " Descobri que certos aspectos da experiência não se alinhavam com meus valores pessoais. Também testemunhei e vivenciei coisas que me deixaram profundamente desconfortável. Acredito que é importante falar quando algo não parece certo - e tão importante quanto, afastar-se quando sua integridade está em jogo". 

### Favoritas
Segundo a edição estadunidense da revista Hola!, eram favoritas Estados Unidos, Porto Rico, Espanha, Chile, Somália, Brasil, Indonésia e Índia.  O portal especializado em concursos de beleza, baseado nas Filipinas, tinha no seu Top 5 África do Sul, Índia, Gales, Brasil e Somália. 

## Resultado
| Posição         | Candidata                             |
| --------------- | ------------------------------------- |
| Miss Mundo 2025 | Tailândia - Suchata Chuangsri         |
| Vice            | Etiópia - Hasset Dereje Admassu       |
| 2º lugar        | Polonia - Maja Klajda                 |
| 3º lugar        | Martinica - Aurélie Joachim           |
| Top 8           | Brasil - Jéssica Pedroso              |
| Top 8           | Filipinas - Krishnah Gravidez         |
| Top 8           | Namibia - Selma Kamanya               |
| Top 8           | Ucrania - Maria Melnychenko           |
| Top 20          | Argentina - Guadalupe Alomar          |
| Top 20          | Australia - Jasmine Stringer          |
| Top 20          | Camarões - Issie Princesse[1]         |
| Top 20          | Estados Unidos - Athenna Crosby       |
| Top 20          | Gales - Millie-Mae Adams              |
| Top 20          | Índia - Nandini Gupta                 |
| Top 20          | Irlanda - Jasmine Gerhardt            |
| Top 20          | Itália - Chiara Esposito              |
| Top 20          | Líbano - Nada Koussa                  |
| Top 20          | Nigeria - Joy Mojisola Raimi          |
| Top 20          | Porto Rico - Valeria Pérez            |
| Top 20          | Tunísia - Lamis Redissi               |
| Top 40          | Bélgica - Karen Jansen                |
| Top 40          | Botsuana - Anicia Gaothusi            |
| Top 40          | Estonia - Eliise Randmaa              |
| Top 40          | Haití - Christee Guirand              |
| Top 40          | Indonesia - Monica Kezia Sembiring    |
| Top 40          | Irlanda del Norte - Hannah Johns      |
| Top 40          | Jamaica - Tahje Bennett               |
| Top 40          | Malasia - Saroop Roshi                |
| Top 40          | Montenegro - Andrea Nikolić[1]        |
| Top 40          | Nova Zelândia - Samantha Poole        |
| Top 40          | Panamá - Karol Rodríguez              |
| Top 40          | República Dominicana - Mayra Delgado  |
| Top 40          | Sérvia- Aleksandra Rutović            |
| Top 40          | Somália - Zainab Jama                 |
| Top 40          | Trinidade e Tobago - Anna-Lise Nanton |
| Top 40          | Turquia - İdil Bilgen                 |
| Top 40          | Uganda - Natasha Nyonyozi             |
| Top 40          | Vietnã- Huỳnh Trần Ý Nhi              |
| Top 40          | Zâmbia - Faith Bwalya                 |
| Top 40          | Zimbábue - Courtney Jongwe            |

## Candidatas
Ao todo, 108 candidatas disputaram a coroa.   
| País/Territorio      | Candidata             | Idade | Procedência             |
| -------------------- | --------------------- | ----- | ----------------------- |
| África do Sul        | Zoalize van Rensburg  | 19    | Johannesburgo           |
| Albânia              | Elona Ndrecaj         | 22    | Tirana                  |
| Alemanha             | Silvia Dörre Sánchez  | 28    | Leipzig                 |
| Angola               | Núria Assis           | 30    | Luanda                  |
| Argentina            | Guadalope Alomar      | 20    | Rosario                 |
| Armênia              | Adrine Achemyan       | 19    | Ereván                  |
| Austrália            | Jasmine Stringer      | 27    | Gold Coast              |
| Bangladesh           | Aklima Atika Konika   | 26    | Daca                    |
| Bélgica              | Karen Jensen          | 23    | Lommel                  |
| Belize               | Shayari Morataya      | 23    | Ciudad de Belice        |
| Birmânia             | Khisa Khin            | 17    | Taw Kyawe Inn           |
| Bolívia              | Olga Chávez           | 21    | Santa Cruz de la Sierra |
| Bósnia e Herzegovina | Ena Adrović           | 21    | Živinice                |
| Botsuana             | Anicia Gaothusi       | 22    | Tutume                  |
| Brasil               | Jéssica Pedroso       | 24    | Piracicaba              |
| Bulgária             | Teodora Miltenova     | 24    | Pétrich                 |
| Camarões             | Issie Princesse       | 22    | Douala                  |
| Camboja              | Julia Russell         | 18    | Nom Pen                 |
| Canadá               | Emma Morrison         | 24    | Chapleau                |
| Cazaquistão          | Sabina Idrissova      | 22    | Astaná                  |
| Chile                | Francisca Lavandero   | 23    | Los Ángeles             |
| China                | Wanting Liu           | 21    | Weifang                 |
| Colômbia             | Catalina Quintero     | 24    | Bogotá                  |
| Costa do Marfim      | Fatoumata Coulibaly   | 20    | Gontougo                |
| Croácia              | Tomislava Dukić       | 26    | Tomislavgrad            |
| Curaçao              | Shubrainy Dams        | 23    | Willemstad              |
| Equador              | Sandra Alvarado       | 24    | Santo Domingo           |
| El Salvador          | Sofía Estupinián      | 25    | Santa Ana               |
| Escócia              | Amy Scott             | 24    | Strathaven              |
| Eslovênia            | Alida Tomanič         | 20    | Ptuj                    |
| Espanha              | Corina Mrazek         | 22    | Los Realejos            |
| Estados Unidos       | Athenna Crosby        | 26    | San José                |
| Estônia              | Eliise Randmaa        | 24    | Türi                    |
| Etiópia              | Hasset Dereje         | 19    | Adís Abeba              |
| França               | Agathe Cauet          | 26    | Lille                   |
| Finlândia            | Sofia Singh           | -     | Helsinki                |
| Filipinas            | Krishnah Gravidez     | 24    | Baguió                  |
| Gana                 | Jutta Pokuah          | 20    | Región Central          |
| Gibraltar            | Shania Ballester      | 19    | Gibraltar               |
| Grécia               | Stella Michailidou    | 23    | Salónica                |
| Guadalupe            | Noémie Milne          | 26    | Baie-Mahault            |
| Guatemala            | Jeymi Escobedo        | 18    | Mazatenango             |
| Guiné                | Kadiatou Savané       | 25    | Conakri                 |
| Guiné Equatorial     | Estela Nguema         | 23    | Acurenam                |
| Guiana               | Zalika Samuels        | 21    | Georgetown              |
| Haiti                | Christee Guirand      | 24    | Puerto Príncipe         |
| Honduras             | Izza Sevilla          | 18    | La Ceiba                |
| Hungria              | Andrea Katzenbach     | 23    | Kiskőrös                |
| Índia                | Nandini Gupta         | 20    | Kotah                   |
| Indonésia            | Monica Sembiring      | 22    | Karo                    |
| Inglaterra           | Charlotte Grant       |       | Liverpool               |
| Irlanda              | Jasmine Gerhardt      | 25    | Dublín                  |
| Irlanda do Norte     | Hannah Johns          | 25    | Belfast                 |
| Ilhas Caimão         | Jada Ramoon           | 26    | Bodden Town             |
| Itália               | Chiara Esposito       | 21    | Curti                   |
| Jamaica              | Tahje Bennett         | 24    | Kingston                |
| Japão                | Kiata Tomita          | 27    | Tokio                   |
| Letônia              | Maria Mishurova       | 17    | Riga                    |
| Líbano               | Nada Koussa           | 26    | Rahbeh                  |
| Macedônia do Norte   | Charna Nevzati        | 20    | -                       |
| Madagascar           | Cyria Temagnombe      | 22    | Tsiroanomandidy         |
| Malásia              | Saroop Roshi          | 26    | Perak                   |
| Malta                | Martine Cutajar       | 25    | Attard                  |
| Martinica            | Aurélie Joachim       | 27    | Ducos                   |
| Maurício             | Wenna Rumnah          | 22    | Port Louis              |
| México               | Maryely Leal          | 28    | Guasave                 |
| Moldávia             | Anghelina Chitaica    | 22    | Cámenca                 |
| Mongólia             | Erdenesuvd Batyabar   | 22    | Ulán Bator              |
| Montenegro           | Andrea Nikolić        | 21    | Podgorica               |
| Namíbia              | Selma Kamanya         | 28    | Windhoek                |
| Nepal                | Srichchha Pradhan     | 25    | Katmandú                |
| Nicarágua            | Virmania Rodríguez    | 23    | El Jicaral              |
| Nigéria              | Raimi Mojisola        | 24    | Osun                    |
| Noruega              | Nikoline Andresen     | 22    | Oslo                    |
| Nova Zelândia        | Samantha Poole        | 22    | Whangarei               |
| País de Gales        | Millie Mae-Adams      | 22    | Cardiff                 |
| Países Baixos        | Jane Knoester         | 19    | La Haya                 |
| Panamá               | Karol Rodríguez       | 22    | Ciudad de Panamá        |
| Paraguai             | Yanina Gómez          | 27    | Lambaré                 |
| Peru                 | Staisy Huamansisa     | 20    | Lima                    |
| Polônia              | Maja Klajda           | 21    | Łęczna                  |
| Portugal             | Maria Amélia Baptista | 26    | Oporto                  |
| Porto Rico           | Valeria Pérez         | 23    | Manatí                  |
| Quênia               | Grace Ramtu           | 25    | Nairobi                 |
| Quirguistão          | Aijan Chanacheva      | 26    | Biskek                  |
| República Tcheca     | Adéla Štroffeková     | 22    | Praga                   |
| República Dominicana | Mayra Delgado         | 23    | Santo Domingo           |
| Romênia              | Alexandra Cătălin     | 23    | Bucarest                |
| Senegal              | Mame Fama Gaye        | 24    | Fatick                  |
| Sérvia               | Aleksandra Rutović    | 25    | Belgrado                |
| Serra Leoa           | Lachaeveh Davies      | 23    | Freetown                |
| Singapura            | Katerina Delvina      | 28    | Singapur                |
| Somália              | Zainab Jama           | 23    | Mogadiscio              |
| Sri Lanka            | Anudi Gunasekara      | 24    | Anuradhapura            |
| Sudão do Sul         | Ayom Tito Mathiech    | 24    | Condado de Gogrial Este |
| Suécia               | Isabelle Ahs          | 20    | Malmö                   |
| Suriname             | Chenella Rozendaal    | 21    | Paramaribo              |
| Tailândia            | Suchata Chuangsri     | 22    | Phuket                  |
| Togo                 | Nathalie Yao-Amuama   | 21    | Lomé                    |
| Trinidade e Tobago   | Anna-Lise Nanton      | 23    | Santa Cruz              |
| Tunísia              | Lamis Redissi         | 23    | Yerba                   |
| Turquia              | İdil Bilgen           | 24    | Ankara                  |
| Uganda               | Natasha Nyonyozi      | 23    | Kabale                  |
| Ucrânia              | Maria Melnychenko     | 20    | Kiev                    |
| Venezuela            | Valeria Cannavó       | 24    | Maracay                 |
| Vietnã               | Huỳnh Trần Ý Nhi      | 22    | Bình Định               |
| Zâmbia               | Faith Bwalya          | 24    | Kitwe                   |
| Zimbábue             | Courtney Jongwe       | 23    | Mutare                  |

### Informações sobre as candidatas
- Canadá: Emma foi a primeira descendente de indígenas a ser coroada Miss Canadá Mundo [11]
- Tailândia: Suchata, antes conhecida como Opal Suchata, foi Miss Tailândia Universo 2024 e ficou em 4º lugar no concurso internacional, lugar que perdeu ao se inscrever no Miss Mundo.
- Inglaterra: Milla Magee desistiu da disputa cerca de uma semana antes da final alegando que algumas coisas que aconteciam não estavam de acordo com seus valores